# Évrecy

Évrecy este o comună în departamentul Calvados, Franța. În 2009 avea o populație de 1585 de locuitori.